# Spielvereinigung Bayreuth 1988-1989
Questa voce raccoglie le informazioni riguardanti la Spielvereinigung Bayreuth nelle competizioni ufficiali della stagione 1988-1989.

## Stagione
Nella stagione 1988-1989 il Bayreuth, allenato da Wolfgang Mahr e Manfred Schlebusch, concluse il campionato di 2. Bundesliga al 17º posto. In Coppa di Germania il Bayreuth fu eliminato al secondo turno dal Werder Brema.

## Rosa
| N. |                     | Ruolo | Calciatore          |
| -- | ------------------- | ----- | ------------------- |
|    | Germania (bandiera) | P     | Roland Grüner       |
|    | Germania (bandiera) | P     | Wolfgang Wittenbeck |
|    | Germania (bandiera) | D     | Uwe Anweiler        |
|    | Germania (bandiera) | D     | Bernd Gerber        |
|    | Germania (bandiera) | D     | Erich Goldammer     |
|    | Germania (bandiera) | D     | Stefan Hübner       |
|    | Germania (bandiera) | D     | Markus von Aufseß   |
|    | Germania (bandiera) | C     | Klaus Gebhardt      |
|    | Germania (bandiera) | C     | Armin Götzer        |
|    | Polonia (bandiera)  | C     | Jan Jałocha         |

| N. |                     | Ruolo | Calciatore         |
| -- | ------------------- | ----- | ------------------ |
|    | Germania (bandiera) | C     | Udo Konradi        |
|    | Germania (bandiera) | C     | Josef Staudner     |
|    | Germania (bandiera) | C     | Günther Stockinger |
|    | Germania (bandiera) | C     | Armin Veh          |
|    | Germania (bandiera) | A     | Heinrich Dumpert   |
|    | Cina (bandiera)     | A     | Li Hui             |
|    | Germania (bandiera) | A     | Stefan Sachs       |
|    | Germania (bandiera) | A     | Rüdiger Scheler    |
|    | Germania (bandiera) | A     | Heinz Schneider    |
|    | Germania (bandiera) | A     | Jörg Wolff         |

## Organigramma societario
Area tecnica
- Allenatore: Manfred Schlebusch
- Allenatore in seconda:
- Preparatore dei portieri:
- Preparatori atletici:

## Calciomercato

### Sessione estiva
| Acquisti | Acquisti    | Acquisti      | Acquisti |
| R.       | Nome        | da            | Modalità |
| -------- | ----------- | ------------- | -------- |
| C        | Jan Jałocha | Augusta       |          |
| A        | Li Hui      | Beijing Guoan |          |

| Cessioni | Cessioni         | Cessioni       | Cessioni |
| R.       | Nome             | a              | Modalità |
| -------- | ---------------- | -------------- | -------- |
| C        | Thomas Roßberger | Jahn Ratisbona |          |

### Sessione invernale
| Acquisti | Acquisti | Acquisti | Acquisti |
| R.       | Nome     | da       | Modalità |
| -------- | -------- | -------- | -------- |

| Cessioni | Cessioni | Cessioni | Cessioni |
| R.       | Nome     | a        | Modalità |
| -------- | -------- | -------- | -------- |

## Risultati

### 2. Bundesliga

#### Girone di andata
| Arbitro: | Berg |

|                                   |           |            |
| Wolff 12’, 72’, 83’ Schneider 60’ | Marcatori | 84’ Basten |

| Saarbrücken 30 luglio 1988, ore 15:00 CEST 2ª giornata | Saarbrücken | 0 – 0 referto | Bayreuth | Ludwigsparkstadion (5 000 spett.)\| Arbitro: \| Führer \| |
| Arbitro:                                               | Führer      |               |          |                                                           |

| Arbitro: | Löwer |

|             |           |                  |
| Jałocha 75’ | Marcatori | 90’ Freudenstein |

| Arbitro: | Wiesel |

|                              |           |               |
| Fuchs 11’, 17’ Niggemann 34’ | Marcatori | 76’ Schneider |

| Arbitro: | Dellwing |

|             |           |            |
| Jałocha 75’ | Marcatori | 64’ Jakobs |

| Arbitro: | Ren |

|          |           |  |
| Mähn 26’ | Marcatori |  |

| Arbitro: | Prengel |

|                                   |           |  |
| Hoffmann 8’ Essers 55’ Gjurev 71’ | Marcatori |  |

| Arbitro: | Zimmermann |

|                |           |            |
| von Aufseß 30’ | Marcatori | 61’ Kügler |

| Arbitro: | Schneider |

|          |           |                 |
| Hahn 59’ | Marcatori | 10’, 12’ Hübner |

| Arbitro: | Brückner |

|                                     |           |                          |
| Wolff 65’ Gebhardt 87’ Staudner 90’ | Marcatori | 75’ Moutas 90’ Schweizer |

| Arbitro: | Neumann |

|           |           |  |
| Myyry 64’ | Marcatori |  |

| Arbitro: | Lehnardt |

|  |           |             |
|  | Marcatori | 74’ Dinauer |

| Arbitro: | Richmann |

|                                      |           |  |
| Anderbrügge 44’, 68’, 85’ Marell 81’ | Marcatori |  |

| Arbitro: | Wolf |

|             |           |                    |
| Scheler 82’ | Marcatori | 19’ Klotz 80’ Walz |

| Arbitro: | Retzmann |

|                                                          |           |                                    |
| Schacht 9’ Zschau 18’ Krohm 20’ Sendscheid 34’ Sitek 88’ | Marcatori | 25’ Scheler 41’ Staudner 47’ Wolff |

| Arbitro: | Correll |

|                                |           |                    |
| Gerber 38’ (rig.) Gebhardt 44’ | Marcatori | 32’ (rig.) Löchelt |

| Essen 19 novembre 1988, ore 15:00 CET 17ª giornata | Rot-Weiss Essen | 0 – 0 referto | Bayreuth | Georg-Melches-Stadion (3 000 spett.)\| Arbitro: \| Mierswa \| |
| Arbitro:                                           | Mierswa         |               |          |                                                               |

| Arbitro: | Kruse |

|                                                      |           |          |
| Gerber 37’ Wolff 50’ Gebhardt 72’ (rig.) Scheler 88’ | Marcatori | 81’ Haub |

| Arbitro: | Gochermann |

|                     |           |               |
| Eichenauer 38’, 48’ | Marcatori | 41’ Schneider |

#### Girone di ritorno
| Arbitro: | Barnick |

|              |           |                                                             |
| Žeravica 57’ | Marcatori | 7’ Sachs 47’ Scheler 51’ Wolff 60’ Schneider 89’ Stockinger |

| Arbitro: | Tritschler |

|                                 |           |           |
| Stockinger 33’ Wolff 79’ (rig.) | Marcatori | 81’ Knoll |

| Arbitro: | Assenmacher |

|                                             |           |  |
| Kretschmer 25’ Brefort 51’ (rig.) Gries 53’ | Marcatori |  |

| Arbitro: | Wolf |

|                       |           |  |
| Wolff 50’ Jałocha 62’ | Marcatori |  |

| Arbitro: | Kruse |

|           |           |           |
| Römer 22’ | Marcatori | 53’ Sachs |

| Arbitro: | Dardenne |

|                                          |           |            |
| Schneider 10’ Wolff 59’, 87’ Scheler 78’ | Marcatori | 67’ Häuser |

| Arbitro: | Birlenbach |

|                    |           |              |
| Jałocha 45’ (rig.) | Marcatori | 37’ Wójcicki |

| Arbitro: | Kentsch |

|                          |           |  |
| Banach 43’ Emmerling 82’ | Marcatori |  |

| Arbitro: | Eli |

|           |           |                     |
| Sachs 22’ | Marcatori | 32’ Weber 64’ Kloss |

| Arbitro: | Berg |

|                                |           |  |
| Remark 16’, 62’ Majka 59’, 73’ | Marcatori |  |

| Bayreuth 24 aprile 1989, ore 20:15 CEST 30ª giornata | Bayreuth   | 0 – 0 referto | Meppen | Hans-Walter-Wild Stadion (1 500 spett.)\| Arbitro: \| Gochermann \| |
| Arbitro:                                             | Gochermann |               |        |                                                                     |

| Arbitro: | Bruch |

|                    |           |                  |
| Dinauer 59’ (rig.) | Marcatori | 29’, 46’ Jałocha |

| Arbitro: | Schneider |

|             |           |            |
| Scheler 11’ | Marcatori | 58’ Müller |

| Arbitro: | Heitmann |

|                                                    |           |                              |
| Demandt 27’, 80’ (rig.) Krümpelmann 61’ Preetz 69’ | Marcatori | 9’, 85’ Wolff 89’ Stockinger |

| Arbitro: | Lehnardt |

|  |           |                     |
|  | Marcatori | 12’, 90’ Zimmermann |

| Arbitro: | Mölm |

|         |           |             |
| Rose 4’ | Marcatori | 35’ Scheler |

| Arbitro: | Holst |

|            |           |  |
| Gerber 62’ | Marcatori |  |

| Arbitro: | Richmann |

|                               |           |  |
| Braun 5’ Haub 35’ Schäfer 67’ | Marcatori |  |

| Arbitro: | Assenmacher |

|                                        |           |                |
| Schneider 46’ Wolff 58’, 88’ Sachs 60’ | Marcatori | 67’ Eichenauer |

### Coppa di Germania
| Arbitro: | Andres |

|  |           |                                                              |
|  | Marcatori | 9’ Stockinger 13’ Jałocha 86’ Anweiler 88’ Scheler 90’ Sachs |

| Arbitro: | Barnick |

|                                                             |           |                   |
| Burgsmüller 29’ Riedle 37’, 43’, 62’ Votava 51’ Hermann 73’ | Marcatori | 90’ (aut.) Hanses |

## Statistiche

### Statistiche di squadra
| Competizione      | Punti | In casa | In casa | In casa | In casa | In casa | In casa | In trasferta | In trasferta | In trasferta | In trasferta | In trasferta | In trasferta | Totale | Totale | Totale | Totale | Totale | Totale | DR |
| Competizione      | Punti | G       | V       | N       | P       | Gf      | Gs      | G            | V            | N            | P            | Gf           | Gs           | G      | V      | N      | P      | Gf     | Gs     | DR |
| ----------------- | ----- | ------- | ------- | ------- | ------- | ------- | ------- | ------------ | ------------ | ------------ | ------------ | ------------ | ------------ | ------ | ------ | ------ | ------ | ------ | ------ | -- |
| 2. Bundesliga     | 34    | 19      | 9       | 6       | 4       | 33      | 20      | 19           | 3            | 4            | 12           | 19           | 40           | 38     | 12     | 10     | 16     | 52     | 60     | -8 |
| Coppa di Germania | -     | 0       | 0       | 0       | 0       | 0       | 0       | 2            | 1            | 0            | 1            | 6            | 6            | 2      | 1      | 0      | 1      | 6      | 6      | 0  |
| Totale            | 34    | 19      | 9       | 6       | 4       | 33      | 20      | 21           | 4            | 4            | 13           | 25           | 46           | 40     | 13     | 10     | 17     | 58     | 66     | -8 |

### Andamento in campionato
| Giornata  | 1 | 2 | 3 | 4 | 5 | 6  | 7  | 8  | 9  | 10 | 11 | 12 | 13 | 14 | 15 | 16 | 17 | 18 | 19 | 20 | 21 | 22 | 23 | 24 | 25 | 26 | 27 | 28 | 29 | 30 | 31 | 32 | 33 | 34 | 35 | 36 | 37 | 38 |
| --------- | - | - | - | - | - | -- | -- | -- | -- | -- | -- | -- | -- | -- | -- | -- | -- | -- | -- | -- | -- | -- | -- | -- | -- | -- | -- | -- | -- | -- | -- | -- | -- | -- | -- | -- | -- | -- |
| Luogo     | C | T | C | T | C | T  | T  | C  | T  | C  | T  | C  | T  | C  | T  | C  | T  | C  | T  | T  | C  | T  | C  | T  | C  | C  | T  | C  | T  | C  | T  | C  | T  | C  | T  | C  | T  | C  |
| Risultato | V | N | N | P | N | P  | P  | N  | V  | V  | P  | P  | P  | P  | P  | V  | N  | V  | P  | V  | V  | P  | V  | N  | V  | N  | P  | P  | P  | N  | V  | N  | P  | P  | N  | V  | P  | V  |
| Posizione | 1 | 4 | 6 | 8 | 8 | 13 | 16 | 14 | 11 | 10 | 13 | 14 | 15 | 18 | 19 | 18 | 18 | 16 | 18 | 14 | 14 | 15 | 13 | 13 | 10 | 11 | 13 | 15 | 16 | 15 | 14 | 14 | 16 | 17 | 18 | 17 | 18 | 17 |

Legenda:

Luogo: C = Casa; T = Trasferta. Risultato: V = Vittoria; N = Pareggio; P = Sconfitta.

### Statistiche dei giocatori
| Giocatore     | 2. Bundesliga | 2. Bundesliga | 2. Bundesliga | 2. Bundesliga | Coppa di Germania | Coppa di Germania | Coppa di Germania | Coppa di Germania | Totale   | Totale | Totale      | Totale     |
| Giocatore     | Presenze      | Reti          | Ammonizioni   | Espulsioni    | Presenze          | Reti              | Ammonizioni       | Espulsioni        | Presenze | Reti   | Ammonizioni | Espulsioni |
| ------------- | ------------- | ------------- | ------------- | ------------- | ----------------- | ----------------- | ----------------- | ----------------- | -------- | ------ | ----------- | ---------- |
| U. Anweiler   | 24            | 0             | 5             | 0             | 2                 | 1                 | 0                 | 0                 | 26       | 1      | 5           | 0          |
| H. Dumpert    | 25            | 0             | 3             | 0             | 1                 | 0                 | 0                 | 0                 | 26       | 0      | 3           | 0          |
| K. Gebhardt   | 35            | 3             | 2             | 0             | 2                 | 0                 | 0                 | 0                 | 37       | 3      | 2           | 0          |
| B. Gerber     | 22            | 3             | 5             | 0             | 2                 | 0                 | 1                 | 0                 | 24       | 3      | 6           | 0          |
| E. Goldammer  | 20            | 0             | 1             | 0             | 0                 | 0                 | 0                 | 0                 | 20       | 0      | 1           | 0          |
| R. Grüner     | 38            | 0             | 0             | 0             | 2                 | 0                 | 0                 | 0                 | 40       | 0      | 0           | 0          |
| A. Götzer     | 6             | 0             | 0             | 0             | 1                 | 0                 | 0                 | 0                 | 7        | 0      | 0           | 0          |
| S. Hübner     | 7             | 2             | 0             | 0             | 1                 | 0                 | 0                 | 0                 | 8        | 2      | 0           | 0          |
| J. Jałocha    | 34            | 6             | 1             | 1             | 2                 | 1                 | 0                 | 0                 | 36       | 7      | 1           | 1          |
| U. Konradi    | 33            | 0             | 6             | 2             | 2                 | 0                 | 0                 | 0                 | 35       | 0      | 6           | 2          |
| H. Li         | 4             | 0             | 0             | 0             | 0                 | 0                 | 0                 | 0                 | 4        | 0      | 0           | 0          |
| S. Sachs      | 22            | 4             | 4             | 0             | 2                 | 1                 | 0                 | 0                 | 24       | 5      | 4           | 0          |
| R. Scheler    | 36            | 7             | 9             | 0             | 2                 | 1                 | 0                 | 0                 | 38       | 8      | 9           | 0          |
| H. Schneider  | 31            | 6             | 6             | 1             | 1                 | 0                 | 0                 | 0                 | 32       | 6      | 6           | 1          |
| J. Staudner   | 24            | 2             | 2             | 0             | 0                 | 0                 | 0                 | 0                 | 24       | 2      | 2           | 0          |
| G. Stockinger | 29            | 3             | 8             | 0             | 2                 | 1                 | 0                 | 0                 | 31       | 4      | 8           | 0          |
| A. Veh        | 28            | 0             | 5             | 0             | 2                 | 0                 | 0                 | 0                 | 30       | 0      | 5           | 0          |
| W. Wittenbeck | 0             | 0             | 0             | 0             | 0                 | 0                 | 0                 | 0                 | 0        | 0      | 0           | 0          |
| J. Wolff      | 37            | 15            | 2             | 0             | 1                 | 0                 | 0                 | 0                 | 38       | 15     | 2           | 0          |
| M. von Aufseß | 32            | 1             | 2             | 0             | 1                 | 0                 | 0                 | 0                 | 33       | 1      | 2           | 0          |